# Guy de Montjou
Pour les articles homonymes, voir Montjou.
 (décembre 2018).
Si vous disposez d'ouvrages ou d'articles de référence ou si vous connaissez des sites web de qualité traitant du thème abordé ici, merci de compléter l'article en donnant les références utiles à sa vérifiabilité et en les liant à la section « Notes et références ».
Guy de Montjou (de son vrai nom Marie-Emile-Martin-Guy Gaborit de Montjou), né le 5 août 1888 à Saumur et mort le 24 novembre 1935 à Paris, est un homme politique français.

## Famille
La famille Gaborit de Montjou est originaire de Vendée et du Poitou. Il est le fils de Marie-Louis-René Gaborit de Montjou, lieutenant, né à Tours vers 1858, et de Suzanne Martin du Nord, née à Trouville vers 1864. Le mariage de ses parents eut lieu à Paris en 1887. Il est le demi-frère de Marc de Montjou, condisciple d'Henry de Montherlant, tué en 1917 lors de la Première Guerre mondiale. Il est le neveu de Gérard de Montjou, député de la Vienne.
Il épousa :
- Maud Fitzhugh, le 6 décembre 1927 à Paris (XVIe arrondissement) ;
- Adrienne-Bérengère née Jouet, le 4 juin 1935 à Saint-Jean-Cap-Ferrat. De ce second mariage, il eut une fille, Marie-Thérèse, dite Monique, et un fils Marc, décédé en 2004, marié à Michèle Izac, père de deux enfants Guy et Anne.

## Parcours

### Carrière militaire
Entré à Saint-Cyr en 1906 le plus jeune de sa promotion. Après une année comme simple soldat au 81e régiment d'infanterie, il est nommé sous-lieutenant au 114e régiment d'infanterie.

### L'aviation
L’aviation, encore à ses débuts, le tente bientôt. Il obtient en 1911 le vingt-septième brevet militaire de pilote pour aéroplane. Après avoir pris part à l'organisation des centres d’aviation militaire de Chàlons, Pau et Etampes, il est commandant du centre de Villacoublay. Il prend part comme aviateur aux Grandes manœuvres de l'Est en 1911. L’année suivante, en 1912, il monte un triplace, l’appareil le plus puissant de l’époque, avec lequel il effectue les Grandes manœuvres du centre de 1912. Il est alors à 24 ans nommé chevalier de la Légion d'honneur.

### Carrière politique
Après avoir donné sa démission de l'armée en 1914, il tente la députation aux Élections législatives de 1914, vainement contre Jean Chaulin-Servinière.

### Première Guerre mondiale
Il prend part à la Première Guerre mondiale, comme Officier aviateur. Il est pilote de chasse et de reconnaissance, d'abord en France puis au Maroc à partir de 1916. Il termine la guerre avec la croix d’officier de la Légion d'honneur et la croix de guerre 1914-1918 avec quatre citations.

### Député de la Mayenne
Aussitôt démobilisé, il subit avec succès l’examen de la licence en droit et se fait inscrire avocat à Mayenne. Il est élu aux élections législatives de 1919 député de la Mayenne, candidat sur la liste d-Union nationale et républicaine. Lors de la XIIe législature de la Troisième République française, il intervient fréquemment à la tribune de la Chambre. Par exemple, le 23 mars 1920, il dépose un texte additionnel à la proposition de loi concernant l'indemnité parlementaire,. Le 29 mars 1920. il prend la parole dans la discussion de l’interpellation Georges Ancel, sur le change, et, il demande au Gouvernement quelles mesures il entend prendre pour faciliter la diffusion des chèques dans le but de réduire la circulation de la monnaie fiduciaire. Le 15 juin 1920, il prend une large part à la discussion du budget de l’aéronautique. Le 10 juin 1921, il intervient dans la discussion du programme naval. Le 1er juillet 1921, il prend la parole au cours de la discussion de l’amendement, de Victor Lesaché, en faveur des petits commerçants, des artisans et des façonniers, et réclamait pour eux le sursis. Le 14 décembre 1921, il intervient à nouveau dans la discussion du budget de l’aéronautique. Le 20 juin 1922, il prend la parole dans la discussion de la loi militaire, demandant que cette loi soit revue nécessairement tous les 5 ans. Les 28 et 30 novembre 1922, il prend part à la discussion des budgets de l’aéronautique civile et de l’aéronautique militaire. Les accords de Washington l'amènent à la tribune et, à la séance du 3 avril 1924, il obtient de Raymond Poincaré des précisions sur la situation créée par la disparition du Sous-Secrétariat d’Etat de l’Aéronautique. Chargé par la Commission de la Marine de rédiger un rapport sur l’organisation de l’aéronautique navale, il a effecté un énorme travail de documentation et a déposé sur le bureau de la Chambre un rapport qui compte près de 800 pages.
Entre temps, poursuivant ses études juridiques, il obtient le grade de docteur en droit. Chargé d’une mission en Allemagne sur le désarmement, il remet au Gouvernement, lors de son retour en 1921, un rapport politique et un autre sur le désarmement aérien des vaincus.
Il est réélu aux élections législatives de 1924. Aux élections législatives de 1928, il est battu par César Chabrun (cette dernière campagne est le prétexte dans la presse locale à des chansonnettes satiriques qui firent la joie des électeurs). Il adhère à l'U.R.D., puis à l'Action républicaine et sociale.
Il est conseiller général du canton de Lassay de 1919 à 1928. Il est membre de la Société d'Agriculture de France, et propriétaire du château du Bois-de-Maine, à Rennes-en-Grenouilles. Il est aide de camp du maréchal Lyautey à Rabat.

### Journaliste et écrivain
Il est rédacteur, en ce qui concerne l’aviation et l’aéronautique, au Journal des Débats, et est directeur politique de la Revue Maritime et Aviation.
Il publie en 1922, après une enquête approfondie en Allemagne, un ouvrage intitulé « Impressions d’Allemagne et le résultat du contrôle interallié. Il est aussi l'auteur d'une plaquette sur les subventions aux Sociétés sportives dans le département de la Mayenne. Il est aussi l'auteur d'un ouvrage sur le « Chèque et la Déflation monétaire ».

## Publications
- Impressions d'Allemagne (D'où viennent nos déceptions - Enquête sur l'aviation allemande). Plon-Nourrit et Cie, 1922. Il y exprime ses craintes sur le réarmement allemand.
- Le ministère de l’air, un état de fait, conséquences et perspectives. Présidence de M.de Peyerimhoff. Séance du lundi 26 novembre 1928. Comité National d’études sociales et politiques. 1928. par L’Escaille, Hirschauer, Niessel, Bares, Guy de Montjou, André Michelin.
- Le Règlement de la question du Riff, Messageries Hachette, 1926. extrait des numéros des 15 mars, 1er avril et 1er septembre 1926.
- Le Chèque et la déflation monétaire, Imprimerie Floch- Mayenne, 1923.